# NGC 4545
NGC 4545 ist eine Balken-Spiralgalaxie vom Hubble-Typ SBc im Sternbild Drache. Sie ist schätzungsweise 127 Millionen Lichtjahre von der Milchstraße entfernt.
Am 2. März 2022 wurde in NGC 4545 eine Supernova des Typs II entdeckt (SN 2022fuc), die am 6. März 2022 eine scheinbare Helligkeit von 15,9 mag erreicht hat.
Das Objekt wurde am 20. März 1790 von dem deutsch-britischen Astronomen Wilhelm Herschel entdeckt.

## NGC 4545-Gruppe (LGG 295)
| Galaxie           | Alternativname | Entfernung / Mio. Lj |
| ----------------- | -------------- | -------------------- |
| NGC 4545          | PGC 41838      | 127                  |
| NGC 4510          | PGC 41489      | 127                  |
| NGC 4512/NGC 4521 | PGC 41621      | 117                  |
| PGC 41601         | UGC 7700       | 138                  |
| PGC 42520         | UGC 7848       | 117                  |
| PGC 43052         | UGC 7941       | 108                  |